# Swing state

Mapa swingových států v prezidentských volbách v roce 2024 na základě jejich výsledku v roce 2020. Modrá představuje demokratického kandidáta Joe Biden a červená představuje republikánského kandidáta Donald Trump. „Swingové stavy“ s menším nakloněním jsou zbarveny světlejšími odstíny, zatímco „bezpečné stavy“ s větším nakloněním jsou vybarveny tmavšími odstíny.

Swing state („kolísavý stát“) je označení pro stát USA, který má tradičně a historicky vyrovnanou podporu obyvatelstva ve volbě politických zástupců rozloženou mezi demokratickou a republikánskou stranou.
Z toho vyplývá, že u politické kampaně (zejména těch celonárodních, jako ta nejprestižnější – prezidentská) se kandidáti obzvláště zaměřují na tyto státy, kde mají vyrovnané šance na to, aby se vítězství přehouplo (anglicky swing – odtud název) na jejich stranu.
Mezi swing states tradičně patří (v závorce počet volitelů):
- Arizona (11)
- Georgie (16)
- Maine (2 celostátní volební hlasy)
- Michigan (16)
- Minnesota (10)
- Nevada (6)
- New Hampshire (4)
- Pensylvánie (19)
- Wisconsin (10)